# دهوپاکاتی
دهوپاکاتی (به لاتین: Dhopakati) یک روستا در بنگلادش است که در استان باریسال و در ناحیه باریسال واقع شده است.